# Șobolan indian
Șobolanul indian (Nesokia indica) este o specie de rozătoare din familia Muridae. Se găsește în Asia și Africa Nordică.

## Caracteristici
Șobolanul indian este de obicei brun pe partea dorsală și mai deschis pe cea ventrală, uneori având și o pată albă pe partea din față a gâtului. În timpul iernii, blana sa este moale, lungă și densă, dar în timpul verii este scurtă și rară. Labele largi și coada au peri răsfirați. Labele din spate au patru degete funcționale, iar cele din față au cinci, fiecare deget având câte o gheară puternică, aproape dreaptă. Greutatea corporală variază între 182 g și 388 g, iar lungimea între 165 și 218 mm.

## Răspândire
Șobolanul indian trăiește în văi, pe margini de lacuri, terenuri irigate și în oaze din Asia și Africa Nordică, din Xinjiang (China) în est până la Egipt în vest și din Uzbekistan în nord până în Bangladesh în sud.

## Biologie
Șobolanul indian este o rozătoare nocturnă. Își petrece o mare parte din timpul său într-o galerie care cuprinde multe tuneluri și camere. Adâncimile pot fi de până la 60 cm, iar galerie poate avea o lungime de până la 9 m, acoperind o suprafață maximă de 120 m². Una dintre camere este căptușită cu vegetație pentru cuib. Se presupune că perioada de gestație durează aproximativ 17 zile. Există trei generații pe an, fiecare rând de pui constând în 3–5 pui. Împerecherea începe în luna martie și poate continua pe durata întregului an în regiunile unde iernile sunt calde.

## Ecologie
Șobolanul indian este comun și poate atinge un număr mare de indivizi în condiții favorabile. Preferă locuri umede și afectează în mod negativ culturile agricole prin activitățile sale de săpare. Se hrănește cu ierburi, cereale, rădăcini, fructe cultivate și legume cultivate. Prin tunelurile pe care le sapă în canalele de irigare poate provoca scurgeri și inundații. Are o mulțime de prădători, printre care se numără șacali, vulpi, pisici de stuf, dihori⁠(en)[traduceți], nevăstuici, șerpi, și pisici și câini domestici. Specia este clasificată de către Uniunea Internațională pentru Conservarea Naturii drept neamenințată cu dispariția.